# Pseudocalotes larutensis
Pseudocalotes larutensis — вид ігуаноподібних ящірок родини агамових (Agamidae). Ендемік Малайзії.

## Поширення і екологія
Pseudocalotes larutensis відомі з типової місцевості, розташованої на горі Ларут в горах Бінтанг, на території штату Перак на північному заході Малайського півострова. Вони живуть в гірських діптерокарпових лісах та у вологих гірських тропічних лісах, на висоті 1000 м над рівнем моря. Більшу частину дня вони проводять в конах дерев, а вночі сплять на відносно низько розташованих гілках, на висоті до 4 м над землею.

## Збереження
МСОП класифікує цей вид як вразливий. Pseudocalotes larutensis може загрожувати знищення природного середовища.